# Australië op de Olympische Zomerspelen 1972
Australië nam deel aan de Olympische Zomerspelen 1972 in München, West-Duitsland.

## Medaillewinnaars
| Sport       | Olympiër                             | Discipline           | Medaille |
| ----------- | ------------------------------------ | -------------------- | -------- |
| Zeilen      | John Anderson David Forbes           | star                 | Goud     |
| Zeilen      | Thomas Anderson John Cuneo John Shaw | dragon               | Goud     |
| Zwemmen     | Brad Cooper                          | 400m vrije slag (m)  | Goud     |
| Zwemmen     | Shane Gould                          | 200m vrije slag (v)  | Goud     |
| Zwemmen     | Shane Gould                          | 400m vrije slag (v)  | Goud     |
| Zwemmen     | Shane Gould                          | 200m wisselslag (v)  | Goud     |
| Zwemmen     | Beverley Whitfield                   | 200m schoolslag (v)  | Goud     |
| Zwemmen     | Gail Neall                           | 400m wisselslag (v)  | Goud     |
|             |                                      |                      |          |
| Atletiek    | Raelene Boyle                        | 100m (v)             | Zilver   |
| Atletiek    | Raelene Boyle                        | 200m (v)             | Zilver   |
| Wielersport | John Nicholson                       | sprint (m)           | Zilver   |
| Wielersport | Danny Clark                          | 1 km tijdrit (m)     | Zilver   |
| Wielersport | Clyde Sefton                         | wegwedstrijd (m)     | Zilver   |
| Zwemmen     | Graham Windeatt                      | 1500m vrije slag (m) | Zilver   |
| Zwemmen     | Shane Gould                          | 800m vrije slag (v)  | Zilver   |
|             |                                      |                      |          |
| Zwemmen     | Shane Gould                          | 100m vrije slag (v)  | Brons    |
| Zwemmen     | Beverley Whitfield                   | 100m schoolslag (v)  | Brons    |

## Deelnemers en resultaten

### Atletiek
| Olympiër                                                           | Discipline               | Resultaat | Prestatie |
| ------------------------------------------------------------------ | ------------------------ | --------- | --- |
| Graeme Rootham                                                     | 800m (m)                 | 20e       | serie 4: 4e in 1.48,2 |
| Chris Fisher                                                       | 1500m (m)                | 17e       | serie 5: 4e in 3.42,5 halve finale 1: 5e in 3.42,0 |
| Kerry O'Brian                                                      | 5000m (m)                | DNS       | serie 2: niet gestart |
| Mal Baird                                                          | 110m horden (m)          | 28e       | serie 3: 6e in 14,55 |
| Bruce Field                                                        | 400m horden (m)          | 23e       | serie 4: 4e in 51,46 |
| Gary Knoke                                                         | 400m horden (m)          | 12e       | serie 2: 2e in 50,10 halve finale 2: 6e in 52,79 |
| Kerry O'Brien                                                      | 3000m steeplechase (m)   | DNF       | serie 2: niet gefinisht |
| Derek Clayton                                                      | marathon (m)             | 13e       | 2:19.49 |
| Bruce Field                                                        | verspringen (m)          | 15e       | kwalificatie groep A: 9e met 7,76m |
| Mick McGrath                                                       | hink-stap-springen (m)   | 20e       | kwalificatie groep A: 11e met 15,90m |
| Lawrie Peckham                                                     | hoogspringen (m)         | 18e       | kwalificatie groep A: 14e met 2,15m finale: 18e met 2,10m |
| Ray Boyd                                                           | polsstokhoogspringen (m) | 16e       | kwalificatie groep B: 8e met 4,80m |
|                                                                    |                          |           | |
| Raelene Boyle                                                      | 100m (v)                 | Zilver    | serie 5: 1e in 11,37 kwartfinale 1: 2e in 11,30 halve finale 2: 1e in 11,32 finale: 2e in 11,23 |
| Marion Hoffman                                                     | 100m (v)                 | 26e       | serie 1: 7e in 11,68 kwartfinale 3: 7e in 11,78 |
| Pam Kilborn                                                        | 100m (v)                 | 28e       | serie 3: 5e in 11,73 kwartfinale 2: 6e in 11,85 |
| Raelene Boyle                                                      | 200m (v)                 | Zilver    | serie 2: 2e in 23,58 kwartfinale 4: 1e in 23,06 halve finale 1: 2e in 22,92 finale: 2e in 22,45 |
| Charlene Rendina                                                   | 400m (v)                 | 6e        | serie 1: 1e in 51,94 (OR) kwartfinale 1: 1e in 51,96 halve finale 2: 3e in 51,90 finale: 6e in 51,99 |
| Allison Ross-Edwards                                               | 400m (v)                 | 27e       | serie 5: 4e in 53,48 kwartfinale 4: 6e in 53,60 |
| Cheryl Peasley                                                     | 800m (v)                 | 14e       | serie 1: 3e in 2.03,11 halve finale 1: 7e in 2.04,56 |
| Jenny Orr                                                          | 800m (v)                 | 22e       | serie 2: 5e in 2.04,46 |
| Jenny Orr                                                          | 1500m (v)                | 8e        | serie 1: 4e in 4.08,06 halve finale 2: 6e in 4.08,86 finale: 8e in 4.12,15 |
| Maureen Caird                                                      | 100m horden (v)          | 19e       | serie 3: 5e in 13,63 |
| Penny Gillies                                                      | 100m horden (v)          | 21e       | serie 2: 6e in 13,82 |
| Pam Kilborn                                                        | 100m horden (v)          | 4e        | serie 1: 2e in 12,93 halve finale 1: 2e in 12,95 finale: 4e in 12,98 |
| Raelene Boyle Maureen Caird Marion Hoffman Pamela Ryan             | 4x100m (v)               | 6e        | serie 1: 3e in 44,03 finale: 6e in 43,61 |
| Raelene Boyle Cheryl Peasley Charlene Rendina Allison Ross-Edwards | 4x400m (v)               | 6e        | serie 2: 3e in 3.30,0 finale: 6e in 3.28,8 |
| Erica Nixon                                                        | verspringen (v)          | 15e       | kwalificatie groep A: 5e met 6,27m |
| Lyn Tillett                                                        | vijfkamp (v)             | 16e       | 100m horden: 18e in 14,26 (834 punten) kogelstoten: 19e met 11,46m (685 punten) hoogspringen: 21e met 1,60m (834 punten) verspringen: 2e met 6,44m (1001 punten) 200m: 10e in 24,36 (904 punten) totaal: 4258 punten |

### Basketbal
| Olympiër | Discipline | Resultaat | Prestatie |
| --- | ---------- | --------- | --- |
| Tom Bender Peter Byrne Perry Crosswhite Richard Duke Ken James Brian Kerle Toli Koltuniewicz Glenn Marsland Eddie Palubinskas Ray Tomlinson Ian Watson Bill Wyatt | mannen     | 9e        | groepsfase: 6e V van Spanje: 74-79 V van Verenigde Staten: 55-81 V van Tsjecho-Slowakije: 68-69 W van Japan: 92-76 V van Cuba: 70-84 W van Brazilië: 75-69 W van Egypte: 89-66 9-12e plek: W van Bondsrepubliek Duitsland: 70-69 9-10e plek: W van Polen: 91-83 |

| Groep A |                   |             |             |             |            |            |            |        |
| #       | Land              | Wedstrijden | Wedstrijden | Wedstrijden | Doelpunten | Doelpunten | Doelpunten | Punten |
| #       | Land              | G           | W           | V           | V          | T          | Saldo      | Punten |
| 1       | Verenigde Staten  | 7           | 7           | 0           | 542        | 312        | +230       | 14     |
| 2       | Cuba              | 7           | 6           | 1           | 560        | 445        | +115       | 13     |
| 3       | Brazilië          | 7           | 4           | 3           | 561        | 490        | +71        | 11     |
| 4       | Tsjecho-Slowakije | 7           | 4           | 3           | 493        | 489        | +4         | 11     |
| 5       | Spanje            | 7           | 3           | 4           | 486        | 500        | -14        | 10     |
| 6       | Australië         | 7           | 3           | 4           | 523        | 524        | -1         | 10     |
| 7       | Japan             | 7           | 1           | 6           | 442        | 643        | -201       | 8      |
| 8       | Egypte            | 7           | 0           | 7           | 440        | 644        | -204       | 7      |

| Ronde       | Datum   | Plaats                   | Land  | Score     | Land |
| ----------- | ------- | ------------------------ | ----- | --------- | ---- |
| Groepsfase  |         |                          |       |           |      |
| 27 augustus | München | Spanje                   | 79-44 | Australië |      |
| 28 augustus | München | Verenigde Staten         | 81-55 | Australië |      |
| 29 augustus | München | Tsjecho-Slowakije        | 69-68 | Australië |      |
| 30 augustus | München | Japan                    | 76-92 | Australië |      |
| 1 september | München | Australië                | 70-84 | Cuba      |      |
| 2 september | München | Australië                | 75-69 | Brazilië  |      |
| 3 september | München | Australië                | 89-66 | Egypte    |      |
| 9-12e plek  |         |                          |       |           |      |
| 5 september | München | Bondsrepubliek Duitsland | 69-70 | Australië |      |
| 9-10e plek  |         |                          |       |           |      |
| 9 september | München | Polen                    | 83-91 | Australië |      |

### Boksen
| Olympiër        | Discipline | Resultaat | Prestatie                                                                                         |
| --------------- | ---------- | --------- | ------------------------------------------------------------------------------------------------- |
| Dennis Talbot   | -48kg (m)  | 9e        | 1e ronde: W van VEN Rodriguez: knock-out 2e ronde: V van HUN Gedo: 0-5                            |
| Michael O'Brien | -54kg (m)  | 17e       | 1e ronde: vrij 2e ronde: V van USA Carreras: technische knock-out                                 |
| Kerry Devlin    | -67kg (m)  | 9e        | 1e ronde: vrij 2e ronde: W van SUD Rizgalla: technische knock-out 3e ronde: V van MEX Lozano: 1-4 |
| Alan Jenkinson  | -71kg (m)  | 9e        | 1e ronde: vrij 2e ronde: W van FRA Belliard: 4-1 3e ronde: V van TUN Majeri: 0-5                  |

### Boogschieten
| Olympiër       | Discipline | Resultaat | Prestatie                                                                       |
| -------------- | ---------- | --------- | ------------------------------------------------------------------------------- |
| Terence Reilly | mannen     | 15e       | 1e ronde: 13e met 1193 punten 2e ronde: 18e met 1194 punten totaal: 2387 punten |
| Graeme Telford | mannen     | 9e        | 1e ronde: 4e met 1224 punten 2e ronde: 16e met 1199 punten totaal: 2423 punten  |
|                |            |           |                                                                                 |
| Terene Donovan | vrouwen    | 9e        | 1e ronde: 8e met 1189 punten 2e ronde: 13e met 1167 punten totaal: 2356 punten  |

### Gewichtheffen
| Olympiër           | Discipline | Resultaat | Prestatie                                                                           |
| ------------------ | ---------- | --------- | ----------------------------------------------------------------------------------- |
| George Vassiliadis | -56kg (m)  | 6e        | duwen: 8e met 115kg trekken: 7e met 102,5kg stoten: 6e met 137,5kg totaal: 355kg    |
| Nick Ciancio       | -90kg (m)  | 6e        | duwen: 6e met 170kg trekken: 4e met 145kg stoten: 4e met 190kg totaal: 505kg        |
| Peter Phillips     | -110kg (m) | 17e       | duwen: 14e met 170kg trekken: 16e met 137,5kg stoten: 17e met 180kg totaal: 487,5kg |

### Hockey
| Olympiër | Discipline | Resultaat | Prestatie |
| --- | ---------- | --------- | --- |
| Robert Andrew Greg Browning Ric Charlesworth Paul Dearing Brian Glencross Robert Haigh Wayne Hammond James Mason Terry McAskell Patrick Nilan Desmond Piper Graeme Reid Ronald Riley Donald Smart Ronald Wilson | mannen     | 5e        | groepsfase: 4e G tegen Nieuw-Zeeland: 0-0 W van Kenia: 3-1 V van India: 1-3 W van Mexico: 10-0 G tegen Groot-Brittannië: 1-1 W van Polen: 1-0 V van Nederland: 2-3 5-8e plek: W van Maleisië: 2-1 5-6e plek: W van Groot-Brittannië: 2-1 |

| Groep B |                  |             |             |             |             |            |            |            |        |
| #       | Land             | Wedstrijden | Wedstrijden | Wedstrijden | Wedstrijden | Doelpunten | Doelpunten | Doelpunten | Punten |
| #       | Land             | G           | W           | G           | V           | V          | T          | Saldo      | Punten |
| 1       | India            | 7           | 5           | 2           | 0           | 25         | 8          | +17        | 12     |
| 2       | Nederland        | 7           | 5           | 1           | 1           | 20         | 9          | +11        | 11     |
| 3       | Groot-Brittannië | 7           | 4           | 1           | 2           | 15         | 10         | +5         | 9      |
| 4       | Australië        | 7           | 3           | 2           | 2           | 18         | 8          | +10        | 8      |
| 5       | Nieuw-Zeeland    | 7           | 2           | 3           | 2           | 16         | 11         | +5         | 7      |
| 6       | Polen            | 7           | 2           | 2           | 3           | 12         | 12         | 0          | 6      |
| 7       | Kenia            | 7           | 1           | 1           | 5           | 8          | 17         | -9         | 3      |
| 8       | Mexico           | 7           | 0           | 0           | 7           | 1          | 40         | -39        | 0      |

| Ronde       | Datum   | Plaats    | Land | Score            | Land |
| ----------- | ------- | --------- | ---- | ---------------- | ---- |
| Groepsfase  |         |           |      |                  |      |
| 27 augustus | München | Australië | 0-0  | Nieuw-Zeeland    |      |
| 28 augustus | München | Australië | 3-1  | Kenia            |      |
| 30 augustus | München | Australië | 1-3  | India            |      |
| 31 augustus | München | Australië | 10-0 | Mexico           |      |
| 2 september | München | Australië | 1-1  | Groot-Brittannië |      |
| 3 september | München | Australië | 1-0  | Polen            |      |
| 4 september | München | Australië | 2-3  | Nederland        |      |
| 5-8e plek   |         |           |      |                  |      |
| 7 september | München | Maleisië  | 1-2  | Australië        |      |
| 5-6e plek   |         |           |      |                  |      |
| 2 september | München | Australië | 2-1  | Groot-Brittannië |      |

### Judo
| Olympiër          | Discipline      | Resultaat | Prestatie                                                              |
| ----------------- | --------------- | --------- | ---------------------------------------------------------------------- |
| Robin Moffitt     | -63kg (m)       | 19e       | 1e ronde: V van POL Tałaj                                              |
| Douglas Churchill | -70kg (m)       | 12e       | 1e ronde: W van BEL Van De Wever 2e ronde: V van HUN Hetényi           |
| Alex Bijkerk      | -80kg (m)       | 13e       | 1e ronde: vrij 2e ronde: W van IRL Watt 3e ronde: V van NZL Littlewood |
| Barry Johnson     | -93kg (m)       | 19e       | 1e ronde: V van JPN Sasahara                                           |
| Barry Johnson     | open klasse (m) | 9e        | 1e ronde: V van URS Koeznezov herkansingen: V van BRA Ishii            |

### Kanovaren
| Olympiër                                               | Discipline    | Resultaat | Prestatie                                                                        |
| ------------------------------------------------------ | ------------- | --------- | -------------------------------------------------------------------------------- |
| John Allen Southwood                                   | K-1 1000m (m) | 10e       | serie 3: 5e in 4.12,93 herkansingen: 2e in 3.57,91 halve finale 1: 4e in 3.57,46 |
| Graham Johnson Adrian Powell                           | K-2 1000m (m) | 11e       | serie 1: 6e in 3.53,23 herkansingen: 1e in 3.41,77 halve finale 2: 4e in 3.36,40 |
| Rodney Fox Dennis Green Dennis Heussner Gordon Jeffery | K-4 1000m (m) | 14e       | serie 2: 5e in 3.24,63 herkansingen: 3e in 3.16,24 halve finale 2: 5e in 3.13,73 |

### Moderne vijfkamp
| Olympiër             | Discipline | Resultaat | Prestatie |
| -------------------- | ---------- | --------- | --- |
| Robert Gordon Barrie | mannen     | 32e       | paardrijden: 23e met 1030 punten schermen: 55e met 544 punten schietsport: 16e met 912 punten zwemmen: 10e met 1132 punten atletiek: 49e met 982 punten totaal: 4600 punten |
| Peter Neville Macken | mannen     | 41e       | paardrijden: 58e met 770 punten schermen: 42e met 677 punten schietsport: 8e met 956 punten zwemmen: 53e met 896 punten atletiek: 11e met 1150 punten totaal: 4449 punten   |

### Paardensport
| Olympiër                                                   | Discipline           | Resultaat | Prestatie |
| ---------------------------------------------------------- | -------------------- | --------- | --- |
| Bill Roycroft                                              | eventing individueel | 6e        | dressuur: 2e met 36 strafpunten crosscountry: 8e met 29,60 punten springconcours: 1e met 0 strafpunten totaal: 29,60 punten                       |
| Clarke Roycroft                                            | eventing individueel | 46e       | dressuur: 42e met 62,67 strafpunten crosscountry: 47e met 275,87 strafpunten springconcours: 37e met 20,25 strafpunten totaal: 296,12 strafpunten |
| Richard Sands                                              | eventing individueel | 7e        | dressuur: 47e met 64,33 strafpunten crosscountry: 2e met 99,20 punten springconcours: 16e met 10 strafpunten totaal: 24,87 punten                 |
| Brian Schrapel                                             | eventing individueel | 27e       | dressuur: 57e met 68,33 strafpunten crosscountry: 26e met 2 punten springconcours: 28e met 20 strafpunten totaal: 82,33 strafpunten               |
| Bill Roycroft Clarke Roycroft Richard Sands Brian Schrapel | eventing team        | 4e        | 27,86 strafpunten |

### Roeien
| Olympiër | Discipline      | Resultaat | Prestatie                                                                                                |
| --- | --------------- | --------- | --- |
| Kim Mackney Chris Stevens                                                                                             | twee-zonder (m) | 15e       | serie 3: 3e in 7.39,03 herkansingen: 3e in 7.45,03                                                       |
| Will Baillieu Vern Bowrey John Lee Peter Shakespear Philip Wilkinson                                                  | vier-met (m)    | 13e       | serie 2: 4e in 7.07,00 herkansingen: 4e in 7.07,08                                                       |
| John Clark Bryan Curtin Richard Curtin Alan Grover Kerry Jelbart Michael Morgan Robert Paver Gary Pearce Malcolm Shaw | acht (m)        | 8e        | serie 3: 4e in 6.14,75 herkansingen: 1e in 6.09,75 halve finale 2: 5e in 6.34,82 finale B: 2e in 6.22,45 |

### Schermen
| Olympiër            | Discipline | Resultaat | Prestatie                                             |
| ------------------- | ---------- | --------- | ----------------------------------------------------- |
| Greg Benko          | floret (m) | 34e       | 1e ronde groep E: 3e (2-3) 2e ronde groep F: 6e (1-4) |
| Ernest Simon        | floret (m) | 31e       | 1e ronde groep F: 4e (3-3) 2e ronde groep B: 6e (0-5) |
|                     |            |           |                                                       |
| Marion Exelby       | floret (v) | 28e       | 1e ronde groep D: 4e (2-3)                            |
| Christine McDougall | floret (v) | 30e       | 1e ronde groep F: 4e (2-3)                            |

### Schietsport
| Olympiër           | Discipline          | Resultaat | Prestatie                             |
| ------------------ | ------------------- | --------- | ------------------------------------- |
| Donald Brook       | 50m geweer liggend  | 10e       | 596 punten: (99-99-99-100-99-100)     |
| Russell Dove       | 50m geweer liggend  | 25e       | 593 punten: (98-100-98-99-99-99)      |
| Alexander Taransky | 25m snelvuurpistool | 18e       | 586 punten: (198-197-191)             |
| Sperry Marshall    | trap                | 22e       | 186 punten: (23-20-23-23-24-25-25-23) |

### Schoonspringen
| Olympiër        | Discipline    | Resultaat | Prestatie                                                                             |
| --------------- | ------------- | --------- | ------------------------------------------------------------------------------------- |
| Kenneth Grove   | 3m plank (m)  | 29e       | kwalificatie: 29e met 302,91 punten                                                   |
| Donald Wagstaff | 3m plank (m)  | 13e       | kwalificatie: 13e met 344,13 punten                                                   |
| Kenneth Grove   | 10m toren (m) | 32e       | kwalificatie: 29e met 254,73 punten                                                   |
| Donald Wagstaff | 10m toren (m) | 11e       | kwalificatie: 9e met 290,64 punten finale: 9e met 145,20 punten totaal: 435,84 punten |
|                 |               |           |                                                                                       |
| Glenise Jones   | 3m plank (v)  | 26e       | kwalificatie: 26e met 232,44 punten                                                   |
| Glenise Jones   | 10m toren (v) | 26e       | kwalificatie: 26e met 157,20 punten                                                   |

### Turnen
| Olympiër         | Discipline               | Resultaat | Prestatie |
| ---------------- | ------------------------ | --------- | --------- |
| Ian Clarke       | vloer (m)                | 106e      |           |
| Ian Clarke       | sprong (m)               | 103e      |           |
| Ian Clarke       | rekstok (m)              | 105e      |           |
| Ian Clarke       | brug (m)                 | 105e      |           |
| Ian Clarke       | ringen (m)               | 102e      |           |
| Ian Clarke       | paard voltige (m)        | 109e      |           |
| Ian Clarke       | meerkamp individueel (m) | 109e      |           |
| Peter Lloyd      | vloer (m)                | 68e       |           |
| Peter Lloyd      | sprong (m)               | 54e       |           |
| Peter Lloyd      | rekstok (m)              | 96e       |           |
| Peter Lloyd      | brug (m)                 | 85e       |           |
| Peter Lloyd      | ringen (m)               | 98e       |           |
| Peter Lloyd      | paard voltige (m)        | 90e       |           |
| Peter Lloyd      | meerkamp individueel (m) | 92e       |           |
|                  |                          |           |           |
| Jenny Sunderland | vloer (v)                | 99e       |           |
| Jenny Sunderland | sprong (v)               | 61e       |           |
| Jenny Sunderland | brug (v)                 | 118e      |           |
| Jenny Sunderland | balk (v)                 | 107e      |           |
| Jenny Sunderland | meerkamp individueel (m) | 109e      |           |

### Waterpolo
| Olympiër | Discipline | Resultaat | Prestatie |
| --- | ---------- | --------- | --- |
| Nicky Barnes Tom Hoad Ian McLauchlain Robert Menzies Peter Montgomery David Neesham Leslie Nunn William Tilley Leon Wiegard Michael Withers David Woods | mannen     | 12e       | groepsfase: 4e G tegen Griekenland: 7-7 V van Nederland: 2-4 V van Hongarije: 2-10 V van Bondsrepubliek Duitsland: 3-6 groep 2 7-12e plek: 6e V van Cuba: 5-6 V van Spanje: 4-8 G tegen Bulgarije: 4-4 V van Roemenië: 3-5 |

| Groep B |                          |             |             |             |             |        |        |        |        |
| #       | Land                     | Wedstrijden | Wedstrijden | Wedstrijden | Wedstrijden | Punten | Punten | Punten | Punten |
| #       | Land                     | G           | W           | G           | V           | V      | T      | Saldo  | Punten |
| 1       | Hongarije                | 4           | 3           | 1           | 0           | 22     | 6      | +16    | 7      |
| 2       | Bondsrepubliek Duitsland | 4           | 2           | 2           | 0           | 21     | 13     | +8     | 6      |
| 3       | Nederland                | 4           | 2           | 1           | 1           | 14     | 11     | +3     | 5      |
| 4       | Australië                | 4           | 0           | 1           | 3           | 14     | 27     | -13    | 1      |
| 5       | Griekenland              | 4           | 0           | 1           | 3           | 13     | 27     | -14    | 1      |

| Ronde       | Datum   | Plaats                   | Land | Score     | Land |
| ----------- | ------- | ------------------------ | ---- | --------- | ---- |
| Groepsfase  |         |                          |      |           |      |
| 27 augustus | München | Griekenland              | 7-7  | Australië |      |
| 28 augustus | München | Australië                | 2-4  | Nederland |      |
| 30 augustus | München | Australië                | 2-10 | Hongarije |      |
| 31 augustus | München | Bondsrepubliek Duitsland | 6-3  | Australië |      |

| Groep 7-12de plaats |           |             |             |             |             |        |        |        |        |
| #                   | Land      | Wedstrijden | Wedstrijden | Wedstrijden | Wedstrijden | Punten | Punten | Punten | Punten |
| #                   | Land      | G           | W           | G           | V           | V      | T      | Saldo  | Punten |
| 1                   | Nederland | 5           | 4           | 1           | 0           | 29     | 25     | +4     | 9      |
| 2                   | Roemenië  | 5           | 4           | 1           | 0           | 25     | 18     | +7     | 7      |
| 3                   | Cuba      | 5           | 2           | 1           | 2           | 23     | 24     | -1     | 7      |
| 4                   | Spanje    | 5           | 2           | 0           | 3           | 24     | 20     | +4     | 4      |
| 5                   | Bulgarije | 5           | 0           | 2           | 3           | 15     | 17     | -2     | 2      |
| 5                   | Australië | 5           | 0           | 1           | 4           | 18     | 27     | -9     | 1      |

| Ronde       | Datum   | Plaats    | Land | Score     | Land |
| ----------- | ------- | --------- | ---- | --------- | ---- |
| Groepsfase  |         |           |      |           |      |
| 1 september | München | Cuba      | 6-5  | Australië |      |
| 2 september | München | Australië | 4-8  | Spanje    |      |
| 3 september | München | Australië | 4-4  | Bulgarije |      |
| 4 september | München | Roemenië  | 5-3  | Australië |      |

### Wielersport
| Olympiër                                                | Discipline                    | Resultaat | Prestatie |
| Baan                                                    | Baan                          | Baan      | Baan |
| ------------------------------------------------------- | ----------------------------- | --------- | --- |
| John Bylsma                                             | individuele achtervolging (m) | 4e        | kwalificatie: 2e kwartfinale 3: W van NED Schuiten: 4.50,47 halve finale: V van SUI Kurmann: 4.47,41 bronzen finale: V van FRG Lutz: 4.54,93 |
| Steele Bishop Danny Clark Remo Sansonetti Philip Sawyer | ploegenachtervolging (m)      | 10e       | kwalificatie: 10e |
| John Nicholson                                          | sprint (m)                    | Zilver    | 1e ronde serie 6: W van CAN McRae: 11,20 2e ronde serie 6: W van DEN Fredborg/ JAM Chin: 11,92 3e ronde serie 6: W van TCH Kučírek/ DEN Pedersen: 11,67 kwartfinale 2: W van DEN Fredborg: 2-0 halve finale 2: W van URS Pkhak'adze: 2-0 finale: V van FRA Morelon: 0-2 |
| Danny Clark                                             | tijdrit (m)                   | Zilver    | 1.06,87 |
| Weg                                                     |                               |           | |
| Donald Allan                                            | wegwedstrijd (m)              | 58e       | 4:17.09 |
| Graeme Jose                                             | wegwedstrijd (m)              | 29e       | 4:15.31 |
| Clyde Sefton                                            | wegwedstrijd (m)              | Zilver    | 4:14.37 |
| John Trevorrow                                          | wegwedstrijd (m)              | 32e       | 4:17.09 |
| Donald Allan Graeme Jose Clyde Sefton John Trevorrow    | ploegentijdrit (m)            | 17e       | 2:18.00,4 |

### Worstelen
| Olympiër      | Discipline  | Resultaat   | Prestatie                                                                                        |
| Vrije stijl   | Vrije stijl | Vrije stijl | Vrije stijl                                                                                      |
| ------------- | ----------- | ----------- | ------------------------------------------------------------------------------------------------ |
| John Kinsella | -52kg (m)   | 7e          | 1e ronde: W van GUA Piñeda 2e ronde: vrij 3e ronde: V van ITA Grassi 4e ronde: V van ROU Ciarnău |
| Raymond Barry | -57kg (m)   | 26e         | 1e ronde: V van IND Premnath 2e ronde: V van ARG Maggiolo                                        |
| Bruce Akers   | -74kg (m)   | 20e         | 1e ronde: V van IND Singh 2e ronde: V van ROU Ambruş                                             |

### Zeilen
| Olympiër                                | Discipline      | Resultaat | Prestatie                           |
| --------------------------------------- | --------------- | --------- | ----------------------------------- |
| John Bertrand                           | finn            | 4e        | 76,7 punten: (11-17-9-3-7-DNF-2)    |
| Timothy Alexander Mark Bethwaite        | flying dutchman | 8e        | 75,7 punten: (14-6-4-4-4-14-22)     |
| Gordon Ingate Robert Thornton           | tempest         | 19e       | 128 punten: (14-15-17-17-12-DNF-17) |
| John Anderson David Forbes              | star            | Goud      | 28,1 punten: (3-8-2-3-4-1-3)        |
| Ken Berkeley Robert Miller Denis O'Neil | soling          | 16e       | 94 punten: (15-15-13-12-11-13)      |
| Thomas Anderson John Cuneo John Shaw    | dragon          | Goud      | 13,7 punten: (1-1-1-19-3-4)         |

### Zwemmen
| Olympiër                                                                          | Discipline            | Resultaat | Prestatie                                                                  |
| --------------------------------------------------------------------------------- | --------------------- | --------- | -------------------------------------------------------------------------- |
| Greg Rogers                                                                       | 100m vrije slag (m)   | 15e       | serie 4: 3e in 53,98 halve finale 2: 8e in 54,26                           |
| Neil Rogers                                                                       | 100m vrije slag (m)   | 32e       | serie 3: 5e in 55,32                                                       |
| Mike Wenden                                                                       | 100m vrije slag (m)   | 5e        | serie 7: 1e in 52,34 halve finale 2: 1e in 52,32 finale: 5e in 52,41       |
| Robert Nay                                                                        | 200m vrije slag (m)   | 14e       | serie 1: 2e in 1.57,69                                                     |
| Mike Wenden                                                                       | 200m vrije slag (m)   | 4e        | serie 1: 1e in 1.56,66 finale: 4e in 1.54,40                               |
| Graham White                                                                      | 200m vrije slag (m)   | 17e       | serie 3: 2e in 1.58,60                                                     |
| Brad Cooper                                                                       | 400m vrije slag (m)   | Goud      | serie 4: 1e in 4.04,59 (OR) finale: 1e in 4.00,27 (OR)                     |
| Graham White                                                                      | 400m vrije slag (m)   | 9e        | serie 6: 3e in 4.08,29                                                     |
| Graham Windeatt                                                                   | 400m vrije slag (m)   | 4e        | serie 5: 2e in 4.05,92 finale: 4e in 4.02,93                               |
| Brad Cooper                                                                       | 400m vrije slag (m)   | 7e        | serie 5: 1e in 16.11,44 (OR) finale: 7e in 16.30,49                        |
| Graham White                                                                      | 400m vrije slag (m)   | 5e        | serie 3: 2e in 16.19,63 finale: 5e in 16.17,22                             |
| Graham Windeatt                                                                   | 400m vrije slag (m)   | Zilver    | serie 2: 1e in 15.59,63 (OR) finale: 2e in 15.58,48                        |
| Neil Martin                                                                       | 100m rugslag (m)      | 34e       | serie 4: 6e in 1.05,13                                                     |
| Brad Cooper                                                                       | 200m rugslag (m)      | 4e        | serie 3: 1e in 2.07,90 (OR) finale: 4e in 2.06,59                          |
| Bruce Featherston                                                                 | 200m rugslag (m)      | 30e       | serie 5: 7e in 2.18,63                                                     |
| Neil Martin                                                                       | 200m rugslag (m)      | 13e       | serie 2: 2e in 2.12,09                                                     |
| Paul Jarvie                                                                       | 100m schoolslag (m)   | 20e       | serie 1: 4e in 1.09,26                                                     |
| Paul Jarvie                                                                       | 200m schoolslag (m)   | 12e       | serie 6: 3e in 2.27,83                                                     |
| Neil Rogers                                                                       | 100m vlinderslag (m)  | 8e        | serie 3: 2e in 57,40 halve finale 1: 4e in 57,28 finale: 8e in 57,90       |
| James Findlay                                                                     | 200m vlinderslag (m)  | 12e       | serie 3: 4e in 2.08,36                                                     |
| Bruce Featherston                                                                 | 200m wisselslag (m)   | 14e       | serie 2: 2e in 2.15,18                                                     |
| James Findlay                                                                     | 200m wisselslag (m)   | 34e       | serie 2: 6e in 2.20,08                                                     |
| Neil Martin                                                                       | 200m wisselslag (m)   | 20e       | serie 4: 6e in 2.16,24                                                     |
| Bruce Featherston                                                                 | 400m wisselslag (m)   | 14e       | serie 5: 5e in 4.47,33                                                     |
| Neil Martin                                                                       | 400m wisselslag (m)   | 16e       | serie 3: 4e in 4.49,85                                                     |
| Graham Windeatt                                                                   | 400m wisselslag (m)   | 7e        | serie 4: 2e in 2.42,16 finale: 7e in 4.40,39                               |
| Bruce Featherston Greg Rogers Neil Rogers Graham White                            | 4x100m vrije slag (m) | 10e       | serie 2: 5e in 3.40,47                                                     |
| Brad Cooper Bruce Featherston Robert Nay Mike Wenden Graham White Graham Windeatt | 4x200m vrije slag (m) | 5e        | serie 1: 1e in 7.49,03 (OR) finale: 5e in 7.48,66                          |
| Brad Cooper Paul Jarvie Neil Rogers Mike Wenden                                   | 4x100m wisselslag (m) | 9e        | serie 3: 3e in 4.00,16                                                     |
|                                                                                   |                       |           |                                                                            |
| Sharon Booth                                                                      | 100m vrije slag (v)   | 26e       | serie 1: 5e in 1.02,07                                                     |
| Leanne Francis                                                                    | 100m vrije slag (v)   | 24e       | serie 4: 4e in 1.01,90                                                     |
| Shane Gould                                                                       | 100m vrije slag (v)   | Brons     | serie 6: 1e in 59,44 (OR) halve finale 2: 1e in 59,20 finale: 3e in 59,06  |
| Shane Gould                                                                       | 200m vrije slag (v)   | Goud      | serie 4: 1e in 2.07,95 finale: 1e in 2.03,56 (WR)                          |
| Helen Gray                                                                        | 200m vrije slag (v)   | 14e       | serie 2: 2e in 2.12,76                                                     |
| Deborah Palmer                                                                    | 200m vrije slag (v)   | 10e       | serie 4: 2e in 2.10,29                                                     |
| Shane Gould                                                                       | 400m vrije slag (v)   | Goud      | serie 3: 1e in 4.28,46 finale: 1e in 4.19,04 (WR)                          |
| Karen Moras                                                                       | 400m vrije slag (v)   | 11e       | serie 2: 2e in 4.36,14                                                     |
| Narelle Moras                                                                     | 400m vrije slag (v)   | 14e       | serie 3: 4e in 4.37,57                                                     |
| Shane Gould                                                                       | 800m vrije slag (v)   | Zilver    | serie 4: 1e in 9.10,84 finale: 2e in 8.56,39                               |
| Karen Moras                                                                       | 800m vrije slag (v)   | 12e       | serie 5: 2e in 9.25,11                                                     |
| Narelle Moras                                                                     | 800m vrije slag (v)   | 8e        | serie 3: 2e in 9.17,95 finale: 8e in 9.19,06                               |
| Debra Cain                                                                        | 100m rugslag (v)      | 14e       | serie 3: 3e in 1.08,81 halve finale 1: 7e in 1.08,51                       |
| Sue Lewis                                                                         | 100m rugslag (v)      | 11e       | serie 2: 2e in 1.08,06 halve finale 1: 6e in 1.07,81                       |
| Deborah Palmer                                                                    | 100m rugslag (v)      | 13e       | serie 2: 3e in 1.08,68 halve finale 2: 7e in 1.08,29                       |
| Debra Cain                                                                        | 200m rugslag (v)      | 15e       | serie 3: 4e in 2.27,14                                                     |
| Sue Lewis                                                                         | 200m rugslag (v)      | 9e        | serie 5: 3e in 2.25,34                                                     |
| Deborah Palmer                                                                    | 200m rugslag (v)      | 7e        | serie 2: 2e in 2.24,25 finale: 7e in 2.24,65                               |
| Judith Hudson                                                                     | 100m schoolslag (v)   | 30e       | serie 1: 7e in 1.19,78                                                     |
| Beverley Whitfield                                                                | 100m schoolslag (v)   | Brons     | serie 1: 3e in 1.17,59 halve finale 2: 3e in 1.16,26 finale: 3e in 1.15,73 |
| Judith Hudson                                                                     | 200m schoolslag (v)   | 18e       | serie 4: 3e in 2.49,09                                                     |
| Beverley Whitfield                                                                | 200m schoolslag (v)   | Goud      | serie 5: 2e in 2.44,47 finale: 1e in 2.41,71 (OR)                          |
| Sue Funch                                                                         | 100m vlinderslag (v)  | 17e       | serie 3: 4e in 1.07,51                                                     |
| Sue Funch                                                                         | 200m vlinderslag (v)  | 11e       | serie 4: 4e in 2.26,69                                                     |
| Gail Neall                                                                        | 200m vlinderslag (v)  | 7e        | serie 3: 3e in 2.23,21 finale: 7e in 2.21,88                               |
| Debra Cain                                                                        | 200m wisselslag (v)   | 25e       | serie 1: 5e in 2.31,82                                                     |
| Shane Gould                                                                       | 200m wisselslag (v)   | Goud      | serie 6: 1e in 2.26,44 finale: 1e in 2.23,07 (WR)                          |
| Gail Neall                                                                        | 200m wisselslag (v)   | 15e       | serie 1: 3e in 2.29,64                                                     |
| Karen Moras                                                                       | 400m wisselslag (v)   | 24e       | serie 2: 6e in 5.24,13                                                     |
| Gail Neall                                                                        | 400m wisselslag (v)   | Goud      | serie 1: 1e in 5.11,89 finale: 1e in 5.02,97 (WR)                          |
| Sharon Booth Debra Cain Leanne Francis Shane Gould Deborah Palmer                 | 4x100m vrije slag (v) | 8e        | serie 1: 3e in 4.05,44 finale: 8e in 4.04,82                               |
| Sharon Booth Sue Funch Sue Lewis Beverley Whitfield                               | 4x100m wisselslag (v) | 9e        | serie 1: 5e in 4.33,96                                                     |

Afghanistan · Albanië · Algerije · Amerikaanse Maagdeneilanden · Argentinië · Australië · Bahama's · Barbados · België · Bermuda · Birma · Bolivia · Bondsrepubliek Duitsland · Brazilië · Brits-Honduras · Bulgarije · Canada · Ceylon · Chili · Colombia · Congo-Brazzaville · Costa Rica · Cuba · Dahomey · Denemarken · Dominicaanse Republiek · Duitse Democratische Republiek · Ecuador · Egypte · El Salvador · Ethiopië · Fiji · Filipijnen · Finland · Frankrijk · Gabon · Ghana · Griekenland · Groot-Brittannië · Guatemala · Guyana · Haïti · Hongarije · Hongkong · Ierland · IJsland · India · Indonesië · Iran · Israël · Italië · Ivoorkust · Jamaica · Japan · Joegoslavië · Kameroen · Kenia · Khmerrepubliek · Koeweit · Lesotho · Libanon · Liberia · Liechtenstein · Luxemburg · Madagaskar · Malawi · Maleisië · Mali · Malta · Marokko · Mexico · Monaco · Mongolië · Nederland · Nederlandse Antillen · Nepal · Nicaragua · Nieuw-Zeeland · Niger · Nigeria · Noord-Korea · Noorwegen · Oeganda · Oostenrijk · Opper-Volta · Pakistan · Panama · Paraguay · Peru · Polen · Portugal · Puerto Rico · Roemenië · San Marino · Saoedi-Arabië · Senegal · Singapore · Soedan · Somalië · Sovjet-Unie · Spanje · Suriname · Swaziland · Syrië · Taiwan · Tanzania · Thailand · Togo · Trinidad en Tobago · Tsjaad · Tsjecho-Slowakije · Tunesië · Turkije · Uruguay · Venezuela · Verenigde Staten · Vietnam · Zambia · Zuid-Korea · Zweden · Zwitserland